# Alexandru Guzun
Alexandru Dumitru Guzun (* 29. September 1966 in Drăsliceni) ist ein ehemaliger moldauischer Fußballnationalspieler.
Guzun bestritt sein erstes Länderspiel am 2. Juli 1991 in einem Freundschaftsspiel gegen die Auswahl Georgiens. Dieses Spiel endete mit 2:4 Toren für Georgien. Auf Vereinsebene spielte er unter anderem für FC Tighina Bender, Nywa Winnyzja, Rapid Bukarest, FC Nistru Otaci, FC Agro Chișinău und den Torpedo Saporischschja.